# Contrôle (touche)
Cette page contient des caractères spéciaux ou non latins. S’ils s’affichent mal (▯, ?, etc.), consultez la page d’aide Unicode.
Pour les articles homonymes, voir contrôle, control et ctrl.
 (janvier 2013).
Si vous disposez d'ouvrages ou d'articles de référence ou si vous connaissez des sites web de qualité traitant du thème abordé ici, merci de compléter l'article en donnant les références utiles à sa vérifiabilité et en les liant à la section « Notes et références ».

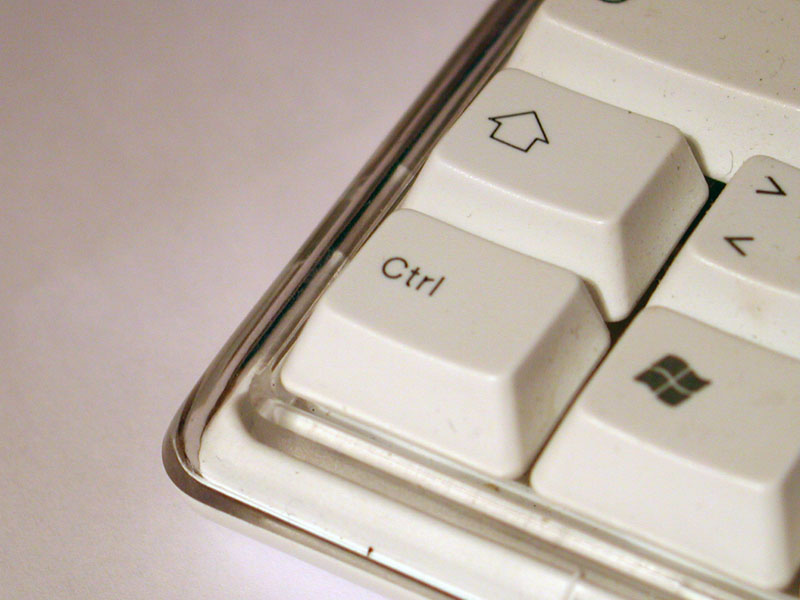
La touche contrôle étiquetée « Ctrl » sur un clavier destiné au système d'exploitation Windows

Contrôle (abr. « Ctrl ») est une touche de clavier d'ordinateur qui, lorsqu'elle est utilisée conjointement avec une autre touche, permet l'accès à des fonctions spéciales. La touche contrôle est une touche dite modifiante ; son emploi est similaire à celui de la touche de majuscule : comme celle-ci, son activation isolée ne produit aucune action. Elle est souvent présente deux fois, aux extrémités gauche et droite du clavier.

## Symbole

Symbole ISO de clavier pour « Contrôle ».

Cette touche est souvent étiquetée « CTRL », mais on rencontre également le mot « Contrôle » (« Control » en anglais), l’abréviation « Ctl », ou encore la pointe de flèche vers le haut « ⌃ » (qui est souvent remplacée par un simple accent circonflexe « ^ ») et plus rarement représenté par un gouvernail « ⎈ ». Cette touche peut être notée : Ctrl, CTRL, Contrôle, Control, Ctl, CTL, ⌃ ou encore ⎈.

## Histoire
Sur les téléscripteurs et plus récemment sur les claviers d'ordinateurs, une pression sur la touche de contrôle, de façon concomitante avec une autre, passe à zéro les 2 bits de l'extrémité gauche des 7 bits du code du caractère ASCII (bits nos 5 et 6 avec une numérotation commençant à 0). Ceci permettait à l'opérateur de produire les 32 premiers caractères de la table ASCII. Ce sont des caractères non imprimables qui permettent de contrôler la position du prochain caractère sur un périphérique d'affichage, d'éjecter une page imprimée, d'effacer l'écran, d'activer la sonnerie du terminal, ou d'autres opérations encore. Fort justement, ces caractères sont parfois appelés caractères de contrôle.
Comme en ASCII les majuscules et minuscules ne diffèrent que par la valeur du bit no 5, qui peut être mis à zéro lors d'un appui sur la touche de contrôle, l'utilisation de la touche de contrôle avec un caractère minuscule (ex. : c) ou majuscule (ex. : C) génère le même code ASCII sur un téléscripteur ou un ordinateur.
Sur les téléscripteurs, un appui sur la touche de contrôle se traduisait physiquement par la mise au zéro volt des fils correspondant aux bits nos 5 et 6. Sur les ordinateurs modernes, l'interprétation de la touche de contrôle enfoncée est laissée à la charge du logiciel, les claviers modernes distinguent chaque touche physique les unes des autres et signalent chaque pression et relâchement de touche au logiciel pilote. Cette flexibilité additionnelle est peu utilisée. Habituellement, les ordinateurs modernes fonctionnent donc comme les anciens terminaux : la touche de contrôle ne déclenche aucune action en elle-même, et il n'y a pas de distinction entre majuscules et minuscules.
Dans les logiciels actuels, les caractères de contrôle ASCII sont rarement utilisés. Les combinaisons réalisées avec la touche de contrôle ont donc d'autres usages. Notamment, sous Windows et Linux, la touche contrôle permet de formuler des raccourcis clavier.

## Notation
Dans la littérature et les logiciels, il existe plusieurs notations pour les combinaisons avec la touche contrôle. Ainsi, pour noter l'appui simultané de la touche contrôle avec la touche de la lettre C, on peut trouver :
- ^c ou ^C : notation traditionnelle, notamment employée sous MS-DOS, Unix et Mac OS ;
- C-c : notation d'Emacs ;
- CTRL-c : notation autrefois utilisée par Microsoft ;
- Ctrl+C : notation actuellement utilisée par Microsoft.

Note: la notation ^C dans l'exemple ci-dessus ne doit pas être confondue avec la notation caret.

## Exemples de raccourcis clavier avec la touche contrôle

### Sous Windows et Linux
La signification des combinaisons pouvant être formées avec la touche contrôle peut varier entre les logiciels et les environnements, mais certaines se retrouvent très fréquemment. Ainsi, les raccourcis suivants sont presque universels dans toute la famille des logiciels disponibles sous Microsoft Windows, et dans les logiciels utilisant une interface utilisateur de type graphique.
- Ctrl + A : Sélectionner tout (all en anglais)
- Ctrl + B : Caractères gras (bold en anglais). Cependant, certains logiciels traduits en français utilisent plutôt Ctrl + G
- Ctrl + C : Copier (copy en anglais)
- Ctrl + D : Déterminer un signet
- Ctrl + E : Centrer le texte
- Ctrl + F : Rechercher dans la page (find en anglais)
- Ctrl + G : Ouvrir ou trouver dans le navigateur et les traitements de texte. Certains logiciels traduits en français donnent Caractères gras, autrement donné par Ctrl + B (bold en anglais)
- Ctrl + H : Affiche votre historique
- Ctrl + I : Caractères italiques
- Ctrl + J : Affichez les téléchargements dans les navigateurs
- Ctrl + K : Créez un lien hypertexte pour le texte sélectionné dans Microsoft Word
- Ctrl + L : Sélectionner le lien
- Ctrl + M : Déclenchez le texte sélectionné dans les processeurs de texte et d'autres programmes
- Ctrl + N : Nouveau (fenêtre, document, etc.) (new en anglais)
- Ctrl + Maj + N : Nouvel onglet navigation privée (new en anglais)
- Ctrl + O : Ouvrir (open en anglais)
- Ctrl + P : Imprimer (print en anglais)
- Ctrl + Q : Quitter l'application (quit en anglais)
- Ctrl + R : Rafraîchit la page (refresh en anglais)
- Ctrl + S : Sauvegarder (save en anglais)
- Ctrl + T : Créez un nouvel onglet dans un navigateur web ou ajustez les onglets dans les processeurs de texte
- Ctrl + U : Caractères soulignés (underline en anglais)
- Ctrl + V : Coller (paste en anglais)
- Ctrl + W : Fermer l'application ou l'onglet d'un navigateur web (windows en anglais)
- Ctrl + X : Couper
- Ctrl + Y : Refaire ou répéter
- Ctrl + Z : Annuler ou défaire l'action précédente
- Ctrl + Touches directionnelles : Permet de déplacer le curseur plus rapidement entre les paragraphes (haut ou bas) ou les mots (droite ou gauche)
- Ctrl + ⇧ Maj + Touches directionnelles : Permet de sélectionner du texte mot par mot dans certains logiciels
- Ctrl + + : Permet d'augmenter la taille des éléments d'une page
- Ctrl + - : Permet de diminuer la taille des éléments d'une page
- Ctrl + 0 : Rétablit la taille par défaut
- Ctrl + Tab ↹ : Affiche l'onglet à droite
- Ctrl + ⇧ Maj + Tab ↹ : Affiche l'onglet à gauche

La plupart de ces raccourcis sont également disponibles dans les environnements graphiques sous Linux.

### Sous Mac OS
Les ordinateurs Apple Macintosh disposent d'une touche contrôle (Control (or Ctrl) ⌃), mais elle ne sert pas en général à composer des raccourcis clavier. Ces derniers se composent avec la touche de commande (marquée Cmd ⌘). Par exemple, Cmd ⌘ + C permet de copier, Cmd ⌘ + P d'imprimer, Cmd ⌘ + S de sauvegarder, etc. Une bonne partie des raccourcis clavier de Windows et Mac OS sont ainsi identiques, à condition de remplacer la touche contrôle par la touche de commande.
La touche contrôle (Control (or Ctrl) ⌃)  peut avoir différentes fonctions sous Mac OS :
- la plupart du temps elle est employée comme touche de modification pour des combinaisons de touches ;
- quand la touche contrôle est pressée et que le bouton de la souris est pressé simultanément, un menu contextuel est affiché. C'est un dispositif de compatibilité pour des utilisateurs de souris à un bouton ; pour les utilisateurs qui possèdent une souris à deux boutons, il suffit d'utiliser le bouton de droite ;
- certains autres logiciels l’utilisent pour des fonctions spécifiques ;
- sous Mac OS X, la touche contrôle permet l'utilisation des raccourcis d'Emacs dans la plupart des champs de texte. Par exemple, Ctrl + A déplace le curseur d’insertion au début du paragraphe, Ctrl + L centre verticalement la ligne courante dans le champ d'édition du texte, Ctrl + K coupe le texte à l'extrémité de la ligne et le copie dans un presse-papiers spécial autre que le presse-papiers courant.
- les logiciels utilisant un serveur X11 pour fonctionner sous Mac OS X, utilisent la touche contrôle pour la plupart des raccourcis clavier à la place de la touche de commande. Par exemple, Ctrl + C permet de copier, Ctrl + S de sauvegarder, etc.

## Combinaisons spéciales
Sous MS-DOS, la combinaison spéciale Ctrl + Alt + Suppr provoquait un redémarrage immédiat de l'ordinateur. Sous les versions récentes de Microsoft Windows, cela permet d'accéder à un ensemble de fonctionnalités « critiques » : déconnexion de l'utilisateur, affichage de la liste des processus, changement du mot de passe, etc. Les distributions Linux sont parfois configurées pour redémarrer l'ordinateur en réponse à cette combinaison.
En ligne de commande sous Mac OS X, MS-DOS, Windows et Unix, la combinaison Ctrl + C sert généralement à interrompre l'exécution d'un programme. Sur les systèmes Microsoft, cette combinaison est parfois remplacée par Ctrl + Pause.